# Neuhausen am Rheinfall
Neuhausen am Rheinfall (do 1938 Neuhausen) − miejscowość i gmina w północnej Szwajcarii, w kantonie Szafuza. Leży nad Renem, w niemieckojęzycznej części kraju. Miejscowość znana głównie z wodospadu Rheinfall, który jest atrakcją turystyczną i największym wodospadem Europy.

## Demografia
W Neuhausen am Rheinfall mieszkają 10 522 osoby. W 2021 roku 42,8% populacji gminy stanowiły osoby urodzone poza Szwajcarią. 

## Transport
Przez teren gminy przebiegają drogi główne nr 4, nr 13 i nr 14.